# جون كوليس
جون كوليس (بالإنجليزية: John Collis)‏ هو عالم آثار بريطاني، ولد في 1944.

## وصلات خارجية
- جون كوليس على موقع IMDb (الإنجليزية)